# 茨文考湖

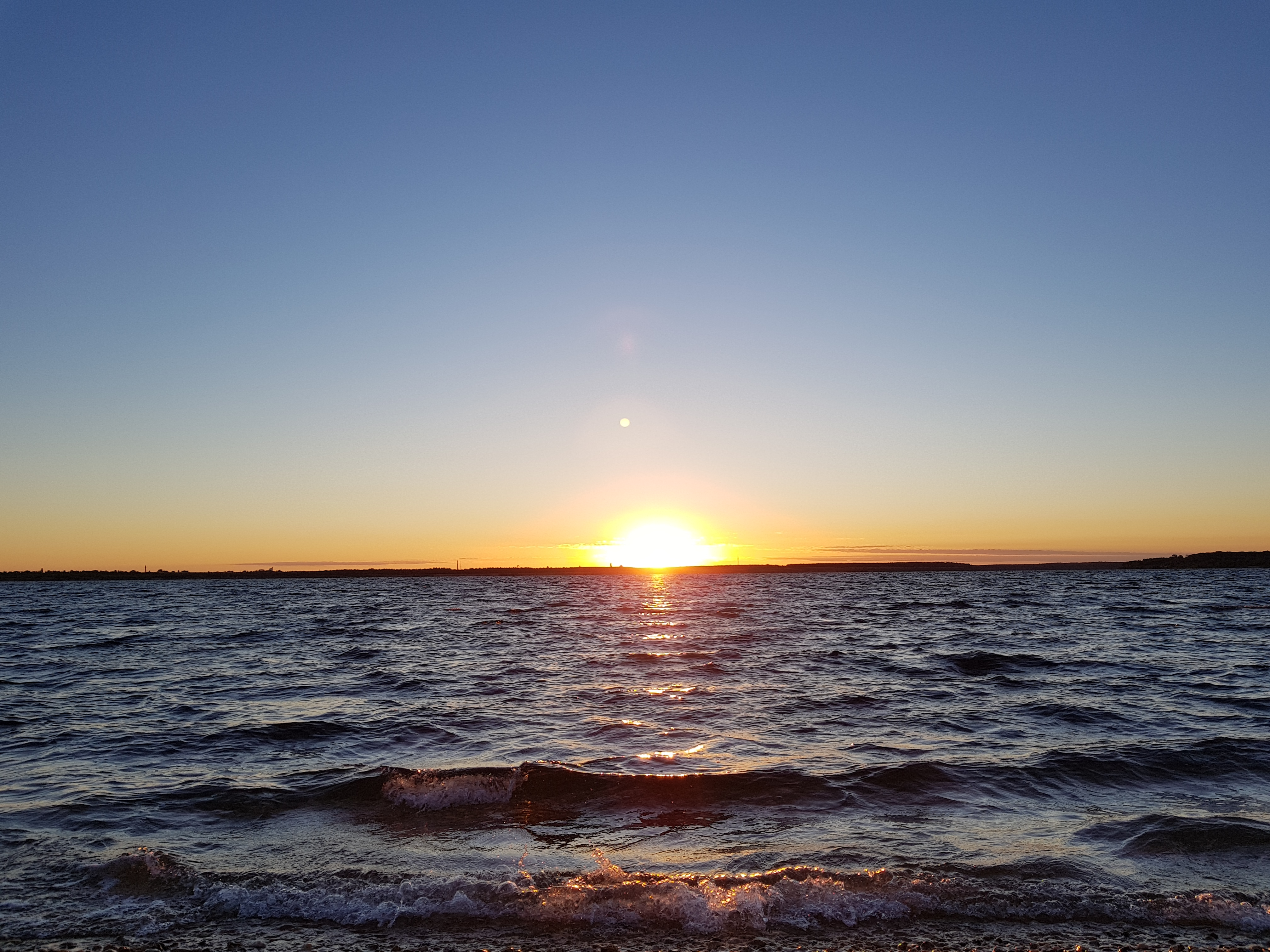

51°14′21.79″N 12°18′18.79″E / 51.2393861°N 12.3052194°E
茨文考湖（德語：Zwenkauer See），是德國的人工湖泊，位於該國東部，由薩克森自由州負責管轄，處於萊比錫以南約12公里，面積9.7平方公里，海拔高度114米，平均水深18米，最大水深49米。